# IC 1582
IC 1582 је спирална галаксија у сазвјежђу Кит која се налази на листи објеката дубоког неба у Индекс каталогу.
Деклинација објекта је - 24° 16' 47" а ректасцензија 0h 46m 16,8s. Привидна величина (магнитуда) објекта IC 1582 износи 15,1 а фотографска магнитуда 15,9. IC 1582 је још познат и под ознакама ESO 474-24, MCG -4-3-3, PGC 2701.